# Vila Rustica (Szentendre)

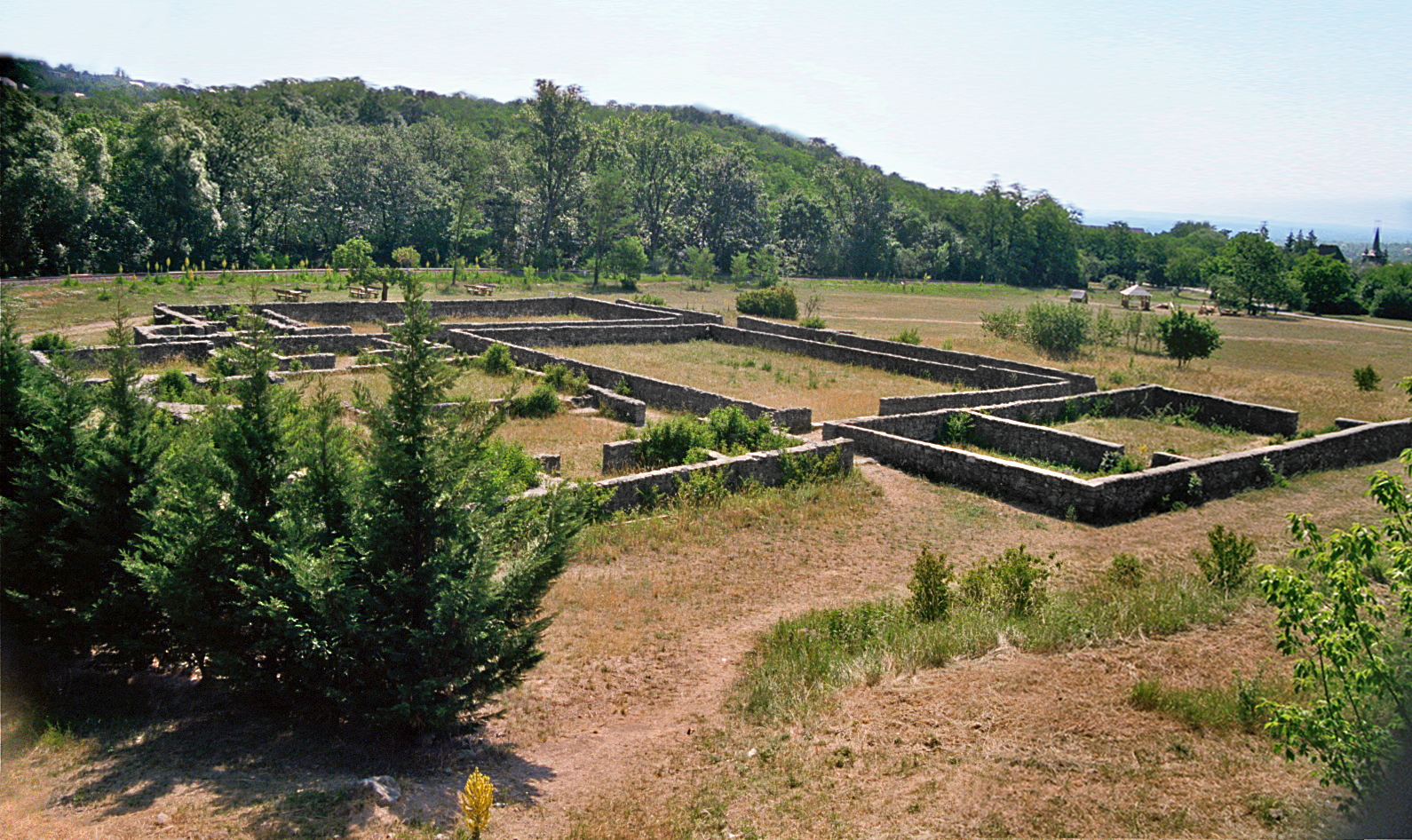
Odkryté základy budovy.

Vila rustica je pozůstatek římské vily, která se nachází nedaleko města Szentendre v Maďarsku, přesněji v areálu skanzenu Szentendre.
Vila s přilehlým areálem má rozlohu 5200 m2 a patří k nejvýznamnějším archeologickým lokalitám v oblasti. Odkryty byly základy původní budovy a zpřístupněny.
V římských dobách vedla kolem usedlosti cesta přes pohoří Pilis do údolí Dunaje. Villa rustica byla objevena při plánování výstavby muzea, které se v té době budovalo, a byla odkryta při záchranném archeologickém průzkumu vedeném Judit Topál v letech 1973–1975. Archeolog Sándor Soproni nicméně předpokládal existenci římských staveb v této lokalitě již v 50. letech 20. století. V době svého objevení se jednalo o jednu z největších staveb tohoto typu na území Maďarska. V roce 1981 se zde uskutečnily konzervační práce, aby odkryté zdivo nebylo zničeno povětrnostními vlivy. Opatření bylo dokončeno roku 1984.